# Stari Majdan
Stari Majdan falu Bosznia-Hercegovinában, a Bosznia-hercegovinai Föderáció Una-Szanai kantonjában, Sanski Most községben. 

## Fekvése
Bosznia-Hercegovina északnyugati részén, Bihácstól légvonalban 58, közúton 87 km-re keletre, Sanski Mosttól légvonalban 8, közúton 9 km-re északnyugatra fekvő dombos, erdős területen, a Gračanica és a Željeznica patakok összefolyásánál fekszik. A két patak Stari Majdan központjában egyesül a Majdanska rijekában. Fontos közlekedési csomópont, hiszen itt ágaznak el a Sanski Mostról Prijedorra és Bosanska Krupára menő utak. Stari Majdantól északra és északkeletre található a Majdanska planina nevű, alacsony, nagy kiterjedésű erdős hegyvidék, mely Briševo és Oštra Luka felé nyúlik, és amelynek nagy része nem éri el a 450 méteres tengerszint feletti magasságot. Jelentősége mégis abban rejlik, hogy jelentős érclerakódások rejtőznek alatta, főként vasérc, amelyet az őskorban, az ókorban és a középkorban, illetve a 20. század első két évtizedében hasznosítottak.

## Népessége
| Nemzetiségi csoport | Népesség 1991 | Népesség 2013 |
| ------------------- | ------------- | ------------- |
| Szerb               | 55            | 3             |
| Bosnyák             | 1022          | 711           |
| Horvát              | 98            | 40            |
| Jugoszláv           | 23            | 0             |
| Egyéb               | 14            | 8             |
| Összesen            | 1212          | 762           |

## Története

### Ókor
Stari Maidan határában, a Majdanska hegységben már az illírek idejében vasércbánya működött, majd Stari Maidanban a rómaiak idejében is nagyon fontos bányászati és kohászati központ volt, amit régészeti leletek is megerősítenek. A település a mai nevét is a bányáról kapta (török: madeni = bánya). Egyes történészek szerint az illír maezaei törzsnek volt itt egy erődvárosa és bányászvárosa, amelyet Splaunumnak hívtak, és a Sana folyó, illetve Stari Majdan közelében volt található. Egy 75-ből származó írásos emlék szerint ennek a törzsnek önkormányzata volt, amelynek élén egy praefectus civitatis állt. Salonából fennmaradt egy epigráfiai emlék, mely megemlíti a „curator reipublicae Splonistarum“ot, azaz a császár itteni megbízottját, aki minden valószínűség szerint a vasbányák Salonába szállított termékeinek bevételeit felügyelte. Ezt a várost egy másik a Pljevlja melletti Kominból származó felirat is megemlíti, amely szerint a municipium Splaunum városi önkormányzati rangot kapott
és hogy nagy valószínűséggel a Sana folyó völgyében volt. A település központjában, a Gračanica-patakon ível át a római híd, melynek szomszédságában a romos ortodox templom és a helyi iskola található. A híd neve Gračani, Ćemer vagy Ćemerlija. A hidat a Bosznia-Hercegovina nemzeti emlékhelyeinek megőrzésével foglalkozó bizottság határozatával Bosznia-Hercegovina nemzeti örökségének részévé nyilvánították.

### Középkor
A Nyugatrómai Birodalom bukása után, 476-ban ezek a régiók először a keleti gótok és királyuk, Theuderik (493) uralma alá kerültek, egészen 535-ig, majd megtámadta őket I. Iusztinianosz bizánci császár, aki lerombolta a keleti gót államot. Bizánc és a keleti gótok közötti harcok során visszafoglalta Dalmáciát és ezeket a vidékeket is. A szlávok először 551-ben jelennek meg ezen a vidéken. A szlávok első megjelenése után betöréseik gyakoribbak és erősebbek lettek. Ezzel egy időben Bosznia ezen részeit elözönlik az avarok, akik 598-ban a Szerémségből hatoltak be Boszniába, meghódítva azt. Ettől kezdve a 13. századig nincsenek források a térség történetéről, csak annyit tudni, hogy a horvát királyok idejében ez a Donji krajnak nevezett terület két zsupánia (megye), Szana és Mren között oszlott meg. A Szanához tartozó legfontosabb települések Blagaj, Sana, Sridica, Kamengrad, Japra, Vodica, Oštra Luka, Kozar és Hrvaćani voltak, így a mai Stari Majdan területe is ide tartozott. H. Kreševljaković szerint Stari Maidan környékén a középkorban még mindig folyt a bányászat és működtek a vaskohók, ahol vasat olvasztottak és dolgoztak fel, fegyvereket és lőszereket gyártottak. A 15. század végén a török hódítással ezeken a vidékeken a vaskitermelés és vasércfeldolgozás leállt, csak 1571 körül állították helyre a török hatóságok.

### Török uralom
A szanai terület története a török uralom első három évszázadában nagyon kevéssé kutatott. Az ismertek kizárólag Kamengrad várának és környezetének eseményeihez kapcsolódnak és csak valamivel később tűnik fel a forrásokban Stari Majdan is. Amikor a törökök elfoglalták Kamengradot, ez lett az azonos nevű náhije székhelye, amely az egykori Szana megye egy részét is magában foglalta. 1574-től Kamengrad lett a török bírói hatalom a kádi székhelye, majd 1624-ben a Kamengradi kapitányság székhelye is. A kamengrádi kapitány parancsnoksága alá tartozott Stari Maidan (törökül: Madeni Ahen, illetve szlávul: Železni, vagy Gvozdeni Maidan) és Vakuj (a mai Sanski Most) is. Később, nagy valószínűséggel a 16. század végén azonban a kadiluk székhelyét Madeni Ahenbe helyezték át, ahol annak idején a vaskitermelés már ismét megindult, a kadiluk neve azonban továbbra is Kamengrad maradt. A Bihácsi szandzsák 1711-es megszüntetése után, a Boszniai pasaluk újjászervezésével újra Kamengrad lett a kadiluk központja, de a kádi ténylegesen Madeni Ahenben maradt. A 18. század második felében a kapitány székhelye Kamengradból Stari Maidanba került. Így a 18. század végén ez az egykor erős kamengradi vár elvesztette fontos szerepét. A vasérc kitermelése és olvasztása a 18. században is folytatódott Stari Maidanban és környékén a nagyolvasztónak nevezett kemencékben, feldolgozása pedig speciális, szamokovinak vagy maidannak nevezett kohókban folyt. Az érc olvasztására szolgáló kemencék legfeljebb 3 méter magasak voltak, egyben a legprimitívebb felépítésűek is. Összehasonlításul akkoriban Varešben 8 méter, Kreševoban pedig 11 méter magas kemencék voltak. A maidani kohókban ezért 24 óra alatt minden kemencében 10 rakomány ércet dolgoztak fel, ami 250 kg vasat jelentett, a 10 rakomány érc megolvasztásához pedig 15 rakomány szenet használtak fel.
Stari Maidanban régen egy erődítmény is állt. Hamdija Kreševljaković bosnyák történész szerint ez valójában egy kisméretű vár volt egyetlen tabijával (ágyútorony), mely 1750 körül épült, amikor a Kamengrádi kapitányság és a kádi székhelyét Kamengradból ide helyezték át. Ahogy akkoriban Boszniában másutt is, a várat is egy kapitány irányította, és a legénység is a kapitányság neferjeiből (katona) állt. Azt is feljegyezték, hogy az erődöt 1838-ban elhagyták, így a mai Stari Maidanban már Kreševljaković idejében, a 20. század közepe táján sem volt nyoma. Az is ismeretes, hogy 1833-ban négy ágyú volt itt. Kreševljaković feltételezi, hogy az erőd és a mai település csak a 18. századtól kapta a Stari Majdan nevet, a 16. és 17. században pedig a török okiratok szerint Madeni Ahennek (vasbánya), a latin írásokban pedig csak Maidannak hívták. Az erődöt 1838-ban elhagyták, köveit a lakosság széthordta, mára nyoma sem maradt.
1783-ból több fennmaradt dokumentumban, térképen és a terület leírásában, melyeket a bécsi háborús archívumban őriznek Maidan településen a váron kívül 200 muszlim ház volt található. Božić bródi altiszt 1785-ös jelentésében, aki kémkedés céljából Boszniában járt Stari Maidan településen egy piactér és kb. 120 muszlim ház volt. Kiemeli, hogy ez egy fontos útkereszteződés, különösen a Bihács – Stari Maidan – Banja Luka út miatt, és hogy több vasverde található benne. Megjegyzi, hogy a Stari Maidanból Vakufba (a mai Sanski Mostba) vezető úton még két vasverde található. 1833-ban 4 ágyú volt a várban. A Stari Maidan-i erőd azonban már 1838-ban elhagyatott volt, így idővel teljesen elpusztult, annyira, hogy a helyet, ahol volt, már nem ismerik. Ivan Frano Jukić utazó 1842-es leírása szerint Stari Majdan kisváros volt egy dombok közé szorított völgyben. 200 muszlim, 20 szerb ház és 6 mecset volt a településen. 1854-ben itt nyílt meg a szanai régió első szerb iskolája. Az 1875-1878 közötti szerb felkelés idején 1876. április 1-jén egy 14 fős szerbből álló csoport szökött meg Stari Maidanból és az erdőben csatlakozott a felkelőkhöz. Az első jelentős harc a felkelők és a török egységek között Grmeč környékén 1876. április 7-én kezdődött a Radnov-mezőn sok halottal és sebesülttel, de április 9-én a Vejsil bég parancsnoksága alatt álló, jelentős túlerőben levő török csapatok a Bosanska Krupa melletti Suvánál megverték a felkelőket és ezzel leverték a Krupa és Stari Maidan körüli felkelést. Az osztrák-magyar megszállás 1878. július 29-én kezdődött, melynek során osztrák-magyar csapatok Josip Filipović parancsnoksága alatt számos csatát vívtak muszlim egységekkel. Miután három napos csata után szeptember 8-án elfoglalták Kljućot, harc nélkül vonultak be Stari Majdanba. Az 1879-es összeírás szerint Stari Majdannak 1373 lakosa volt, közülük 989 muszlim és 384 ortodox szerb vallású. 1886-ban megnyílt a helyi állami elemi iskola. 1895-ben Stari Majdan községhez Brdari (Brdari Donji és Brdari Gornji), Đivar (Đivar Donji, Đivar Gornji és Halilović Brdo), Podvidača (Kopčica, Plavšići, Podvidača, Radakovići és Štrpčevo Brdo), Stari Majdan (Ciganska mahala, Drobadžija, Gračanica, Palanka, Utriš Donji, Utriš Gornji és Varoš) valamint Suhača (Dobrijevići, Dugovača, Miladinovići és Zurnići) települések tartoztak. 1910-ben Stari Majdannak 1202 lakosa volt. 1921-ben 992 lakosa élt a településen.

### Utóbbi évtizedek
Az 1991-es adatok szerint Stari Majdanban 1212 lakos élt, ebből 1022 bosnyák, 55 ortodox, 98 római katolikus és 37 más nemzetből származó. A feltételezések szerint az első mecset 1750-ben épült. Fennmaradt egy kép a régi mecsetről, amelyről azt tartják, hogy az a mecset az, amelyet 1971-ben bontottak le, majd ugyanazon a helyen 1973-ban újat építettek. Ezt 1992-ben, a szerb-montenegrói agresszió idején lerombolták. A mecset nevének eredetét a mecset háremében lévő nisanra vésett egyetlen megőrzött írásos nyom árulja el, amelyre ez van írva: „Ibrahimbeg Biscevic 1292. évben”. A hagyomány azt tartja, hogy Ibrahimbeg Lušci Palankáról érkezett Stari Majdanba és ott halt meg. Ibrahimbeg Palankának hívták, ezért a mecsetet róla nevezték el „Palankának”, és ma is ezt a nevet viseli. Ez az egyetlen újjáépített mecset Stari Majdanban, a hat lerombolt közül. A Donja és Gornja Gračanica-i mecseteket 1925-ben, Donji Utrisben és Drobadijeban levőt pedig 1952-ben bontották le. Utóbbi kettőt az akkori kommunista hatóságok kezdeményezésére bontották le. A Bosznia-Hercegovina elleni agresszió során a szerb agresszor 1992-ben lerombolta a Gornji-Utriš-i és a „Palanka” mecsetet is.

## Nevezetességei
- A római híd építésének idejéről nincs információ. Az emberek a római korra datálják, mert a településen előkerültek bizonyos római kori tárgyak. A rendelkezésre álló adatok alapján szinte lehetetlen megállapítani, hogy a híd egyes elemei rómaiak, római alapokra épültek, vagy később keletkeztek. Čelić Mujezinović névtelen szerzőkre hivatkozva a késő középkorba datálja a hidat. A hidat a 18. század végén (1772 körül) és 1928-ban építették újjá.[5] A bosznia-hercegovinai háború befejezése után az UNPROFOR, majd az IFOR katonai járművei, nehéz páncélozott járművekkel többször is átkeltek a hídon. Csak a helyiek és a biztonsági szolgálat akkori közbelépése után hagyták abba a nehézgépjárművekkel való átkelést a hídon, és az átkelőt néhány méterrel felfelé építették meg. Emiatt viszont ez a partszakasz teljesen elpusztult.[5] A kőhíd sík terepen, különböző méretű faragott kőtömbökből épült, jelenlegi hossza 8,40 méter, az építmény közepén a híd teljes szélessége 4,25 méter. A hadnak két, félköríves, boltozott íve van, amelyek szélessége körülbelül 2,60 méter, magasságuk a keleti (lefelé menő) oldalon 97, a nyugati (felfelé menő) oldalon 120 centiméter. A felvízi oldalon kő hullámtörő készült, míg az alsó oldalon nem klasszikus hullámtörő, hanem egy 58 cm szélességű, mintegy 10 centiméter magas kőtömb található. A híd egyszerű, rusztikus megjelenésű, sem felirattal, sem díszítéssel nem rendelkezik.[5]

- A település határában a Željeznica-patak partján található a „Troska” nevű régészeti lelőhely egy római vaskohó és a környező salakhalmok maradványaival. A kohó 3. és 4. században működött, tehát valamivel később, mint a Japre völgyében létesített másik üzem. Hosszú élettartamáról és működésének intenzitásáról a nagy kiterjedésű és mély (legalább 6 m-es mélységű) salakhalmok beszélnek. Az itteni bányák – a többi boszniai bányához hasonlóan – a rómaiak számára nemcsak a nagy hódító háborúk idején, hanem később is fontosak voltak, mivel számos pannóniai és a szomszédos tartomány fegyvergyártó manufaktúráit látták el vasöntvényekkel. Ugyancsak nagyok voltak a fémszerszámok, fegyverek és egyéb eszközök, mindenféle tartozék gyártóinak igényei is. Fontos római kori lelet a 3. századból származó oltár. Mindezek az oltárok a talaj termékenységét megtestesítő Magna Mater istennő tiszteletére, valamint a 3. század különböző uralkodóinak egészségére és jólétére (pro salute) készültek. Az itteni vasbányák működése a legrégebbi, 201-es bányabérlésről szóló epigráfiai emlék alapján is nyomon követhető.[8] Az itt előkerült leletek között égetett agyagból készült csövek, és egyéb formák, különböző szerszámok, 3. és 4. századi pénzérmék (Probus, Constans és mások pénzei), százas falmaradvány, egy 16,5x10,5 méteres épület alapfalai, benne áldozati oltárok találhatók.[9]

- A „Palanka” mecset 1973-ban épült a régi, 18. századi mecset helyén. 1992-ben a falut elfoglaló szerbek lerombolták, de a boszniai háború után újjáépítették.

- A Legszentebb Istenanya Elszenderülése tiszteletére szentelt ortodox temploma 1861-ben épült, előtte ugyanitt volt egy kisebb, kevéssé időtálló anyagokból készült templom. 1995 októberében a templomot a falut visszafoglaló bosnyák csapatok felgyújtották. Sokáig tető nélkül, rossz állapotban állt, csak a nagyobb ünnepeken imádkoztak benne. 2013-ben a templom új tetőt kapott, majd 2022-ben az egész épületet felújították.[10]

## Fordítás
- Ez a szócikk részben vagy egészben  a   Stari Majdan című bosnyák Wikipédia-szócikk ezen változatának fordításán alapul.  Az eredeti cikk szerkesztőit annak laptörténete sorolja fel. Ez a jelzés csupán a megfogalmazás eredetét és a szerzői jogokat jelzi, nem szolgál a cikkben szereplő információk forrásmegjelöléseként.